# Eduardo Fabini
Eduardo Fabini (Solís de Mataojo, Lavalleja entonces llamado Departamento de Minas, 18 de mayo de 1882 - 17 de mayo de 1950) fue un compositor y músico uruguayo. Fabini es considerado el más elevado y positivo valor de la música culta uruguaya.

## Biografía
Nació el 18 de mayo de 1882 en Solís de Mataojo, departamento de Lavalleja, en el seno de una familia que también estaba integrada por músicos. Sus padres fueron Juan Fabini y Antonia Bianchi, de origen italiano emigrados de Génova. Transcurrió allí su primera infancia en contacto íntimo con la naturaleza.
Sus conocimientos musicales fueron muy tempranos. A los cuatro años de edad, su juguete predilecto era el acordeón. A los seis años admiraban sus ejecuciones en el armonio. En esta época inició sus estudios musicales de violín con su hermano mayor, que luego continuara en Montevideo, en el Conservatorio «La lira», (de los nueve a los trece años) con los maestros Romeo Messi y con Ítalo Casellas, y más tarde, con Scarabelli y Ferroni.
Por consejo del maestro Pérez Badía, obtuvo una beca que, en 1899, a los diecisiete años le permitió viajar a Europa e ingresó en el conservatorio musical de Bruselas; donde cursó estudios con los maestros Deloc y Thomson; y de armonía con el maestro Brouk.
Se inició en la composición, realizando sus “Tristes” para orquesta, dos “Intermedios”, un “Estudio arpegiano” para piano, y el coro “Las flores del campo”; al tiempo que como ejecutante obtuvo el Primer Premio de Violín con Distinción, otorgado por el Conservatorio de Bruselas. Fue Fabini el primer sudamericano que en aquel ambiente hizo oír expresiones de nuestra música nativa.
Regresó al Uruguay en 1903, dándose a conocer como solista en diversas presentaciones realizadas en el Teatro Solís de Montevideo, que despertaron general admiración.
Luego de un nuevo viaje a Europa, que en 1905 realizó a España donde permaneció dos años; retornó a Montevideo en 1907, oportunidad en que participó con otros músicos nacionales en la fundación del Conservatorio Musical del Uruguay, (1907). En 1913 también fue cofundador de la Asociación de Música de Cámara, entidad de patrocinó numerosos conciertos en que actuó como intérprete.
Es a partir de época, que se retira a una vida de campo, a residir en Solís y en la Fuente Salus, rehuyendo la actividad pública. Durante este período compuso “Campo”, su primer poema sinfónico, que recién fue ejecutado en público, en el Teatro Albéniz de Montevideo, el 29 de abril de 1922. “Campo” obtuvo inmediatamente un generalizado reconocimiento de sus valores musicales, siendo consagrado también en Buenos Aires —donde fuera ejecutado en 1925 en el Teatro Colón por la Filarmónica de Viena— y pronto en Nueva York, Washington, Madrid, Barcelona, Berlín, Moscú, Valencia, Río de Janeiro, y otras importantes plazas musicales como Viena, donde fuera ejecutado por la Filarmónica de esa ciudad, bajo la batuta de Richard Strauss.
Alentado por ese éxito, Fabini prosiguió con una intensa actividad en la composición de obras que evocan los sonidos y ambientes del campo uruguayo; presentando poco después su otro poema sinfónico, titulado “La isla de los ceibos”. Entre sus obras se destacan numerosas canciones, coros escolares, y fantasías para violín y orquesta; entre otros una pieza de ballet sobre el argumento de una obra de Fernán Silva Valdés, titulada “Mburucuyá”, el cuadro sinfónico “Melga” y el ballet infantil “Mañana de Reyes”.
En 1927 fue designado Agregado Artístico en la Embajada del Uruguay en los EE. UU., pudiendo trasladarse a la ciudad de Nueva York donde “Campo” y “La isla de los ceibos” fueron registrados en grabaciones realizadas por la Orquesta Filarmónica, editadas por la compañía Victor Records.
Fabini falleció en mayo de 1950, a causa de una afección cardíaca.

## Homenajes
Varios centros de enseñanza llevan su nombre, se trata del liceo departamental de Minas (Instituto Eduardo Fabini), el liceo de Solís de Mataojo (Cuna de Fabini), la escuela de música N.º 6 de la ciudad de Rivera. y la escuela N° 64 en el barrio Manga, Montevideo, Uruguay.
Su efigie circula en el billete de 100 pesos uruguayos.

## Estilo
Román Viñoly Barreto dice que «Fabini nunca sintió la preocupación del innovador; no buscó jamás poner en evidencia conocimientos de técnica; dice su música así, porque de ese modo la siente, y como no está en sus intenciones la esperanza de una vanidosa gloria, ni busca más premio que el del silencio que tanto ama, ocupa un plano de sorprendente sinceridad». Salas y Pauletto agregan que «Fabini es esencialmente un músico nativista, sencillo y modesto.»

## Rescate de su obra
La obra sinfónica de Fabini fue interpretada a partir de ediciones tempranas (Campo, Isla de los Ceibos, Mburucuyá) o bien de partituras copiadas a mano (Melga Sinfónica, Fantasía para Violín). La partitura de Mañana de Reyes y varias de las partes instrumentales se extraviaron a lo largo de los años. Desde 2022, un equipo de investigadores de la UDELAR trabaja en una nueva edición de la obra sinfónica de Fabini. El primer resultado de ese trabajo fue la edición de Mañana de Reyes, presentada en concierto y grabada por la Orquesta Filarmónica de Montevideo.

## Obras

### Música sinfónica
- Poema sinfónico
- La isla de los Ceibos
- Fantasía para violín y orquesta
- el ballet Mburucuyá
- Melga sinfónica
- Mañana de Reyes, ballet para niños

#### Para coro y orquesta
- La patria vieja
- Las flores del campo
- El Rancho
- A mi Rio
- El Arroyo descuidado
- La Güeya, canción
- El nido

#### Para canto y piano
- Luz mala
- El Tala
- La flores del monte

#### Para piano solo
- Dos tristes
- Estudio arpegiado
- Intermezzo
- Scarlattina
- Sarandí en la corriente
- Atlántida

## Discografía
- Eduardo Fabini y María Luisa Fabini de West (junto a María Luisa Fabini de West. Orfeo ULP 2765)
- Las cinco grandes obras sinfónicas (Ayuí / Tacuabé t/m12cd. 1998)
- Grabaciones Históricas de su obra Volumen 2 & 3 (Ayuí / Tacuabé tm15-16cd)